# Capicúa

Dependiendo del tipo de caracter utilizado, algunas capicúas siguen siéndolo aun por giro y volteo

En matemáticas, la palabra capicúa (del catalán cap i cua, ‘cabeza y cola’) se refiere a cualquier número que se lee igual de izquierda a derecha que de derecha a izquierda. Ejemplos: 161, 2992, 3003, 91019, 5005, 292, 2882, 2442, 9102019.

## Definición matemática
Un número capicúa es un número de dos o más dígitos que escrito en cualquier base b (bn-1bn-2…b1b0) tal que bi = bn-1-i.
Todos los números de base 10 con un dígito {0, 1, 2, 3, 4, 5, 6, 7, 8, 9} son palindrómicos.

## Sucesión capicual
Es una sucesión finita, tal que el primero y el último, el segundo y el penúltimo términos… y así sucesivamente son iguales. O bien el término de orden i tiene el mismo valor que el de orden n-i.
Ejemplo: (14641) 1, 4, 6, 4, 1.

### Simetría
Se observa que los extremos 1 y 1 están a igual distancia del elemento central "6"; la diferencia entre ellos es cero. Los intermedios 4 y 4 asumen la misma propiedad que los anteriores. Y el 6 dista cero unidades lineales de sí mismo y su diferencia es cero. Esto es, pues, lo que se denomina la simetría capicual.

### Propiedad
Si la suma de una progresión geométrica, con primer término 1 y razón x, se eleva a una potencia entera positiva los respectivos coeficientes se disponen en sucesión capicual.
Todo capicúa con un número par de cifras es divisible por 11.
Se obtiene el capicúa de un número sumando el número con su reverso, hasta obtener su capicúa.
Ejemplo: calcular el capicúa del número 57
57+75=132, 132+231=363
El capicúa del número 57 es 363. Aún no se sabe si a partir de cualquier número se puede llegar a un capicúa, un ejemplo es el número 196.

## Boletos capicúas
Hasta los años 1990, los boletos (tickets) de los colectivos de Buenos Aires se imprimían en series de 100 000 boletos, numerados del 00000 al 99999. Esto generaba 1000 capicúas por serie, cuya relativa rareza (1 capicúa cada 100 boletos) les daba un valor especial.
El coleccionismo de boletos fue muy popular y sus aficionados crearon nuevas subcategorías de capicúas. Las principales son:
- Reversibles: Son aquellos capicúas que al mirarse al revés (cabeza abajo) forman un número válido (por ejemplo, el 80608, que dado vuelta forma el 80908). Los números considerados “reversibles” son el 0, 1, 2, 5, 6, 8 y 9, aunque su imagen no sea exactamente igual al derecho que al revés.
- Reversibles netos: Capicúas que al mirarse al revés forman el mismo número, como el 28182 o el 212.
- Qué lástima: Si bien estos números no son capicúas, su relación directa con ellos los hacía igualmente objeto de colección. Se trata de boletos exactamente un número antes o un número después de un capicúa (por ejemplo, 27771, 72128). Dado que existen 1000 capicúas y hay dos qué lástima para cada capicúa, una colección completa de boletos qué lástima tiene 1998 boletos (el 00000 no tiene qué lástima previo y el 99999 no tiene qué lástima posterior).
- Dobles: Son aquellos que terminan en las mismas últimas dos cifras, por ejemplo 60955, más aún cuando se combinan tres o cuatro cifras más (triples o cuádruples).

Muy interesantes y raros son los que tienen sus cinco cifras iguales, ya que hay solo diez diferentes, con la particularidad de que el 00000 (que en realidad equivale al 100 000) viene a continuación del 99999, por ello es que el 00000 y el 99999 solamente tienen un qué lástima (el 00000 debería ser el qué lástima del 99999 y viceversa) y por lo que es posible tener los dos consecutivos.
El coleccionismo de boletos capicúas comenzó a declinar a partir de la instalación en los colectivos de máquinas expendedoras, que imprimían un pequeño recibo con números de 6 o más cifras y sin el valor estético de los boletos antiguos. Finalmente el pago con tarjeta eliminó la entrega de todo tipo de ticket.